# 朱銘美術館
朱銘美術館（英語：Juming Museum）由雕塑家朱銘 （Ju Ming）於1999年9月19日正式成立，是台灣最大的戶外美術館，位於新北市金山區。原址本是朱銘用來放置大型雕塑作品之地，而後作品漸多，朱銘乃萌生創立美術館的念頭。整座美術館的設計、建造共耗時12年。為雙北重要的美術館之一。

## 園區簡介
美術館佔地約11甲，目前開放8甲左右，大多為戶外展示空間。全館空間可分成服務中心、第一展覽室、運動廣場、藝術表演區、朱雋區、兒童藝術中心、太極廣場、美術館本館、人間廣場、慈母碑、藝術交流區、科學園區、藝術長廊等。園區依山而建，高度約在海拔165-185公尺間，園區內可遠眺金山海景。

## 典藏作品
館內除了收藏朱銘本人的作品外，亦藏有其師李金川、楊英風，其子朱雋以及許多國內外重要藝術家之作品──國內部分，有郭柏川、廖繼春、李澤藩、楊三郎、張萬傳、洪瑞麟等人的作品。國外部份，有畢卡索、米羅、達利、亨利·摩尔、安迪沃荷等人之作。

## 獲獎記錄
2020 Tripadvisor「旅行者之選」金山旅遊景點第一名
2019 新北市第二座完成設立登記的私立博物館
2019 新北市第一件登錄紀念建築
2018 Tripadvisor「旅行者之選」全臺最佳博物館第三名
2017 國際博物館協會（ICOM）教育及文化活動委員會（CECA）最佳案例獎（Best Practice Award）
2016 第四屆教育部藝術教育貢獻獎 績優團體
2016 第四屆新北市藝術教育貢獻獎 績優團體
2013 天下雜誌「金牌服務大賞」
2011 天下雜誌「金牌服務大賞」
2002 教育部 台北縣政府 推動社會教育有功團體獎